# MUCA Roma
El Museo Universitario de Ciencias y Artes, más conocido como MUCA, de la Universidad Nacional Autónoma de México es un museo que se especializa en proyectos de plástica contemporánea, presenta diversas expresiones visuales contemporáneas, principalmente de artistas emergentes y ofrece un espacio para la investigación, mediante la conformación de un Centro de Documentación tanto para especialistas como para público interesado.

## Proyecto
El MUCA Roma fue fundado en 1999, en una casa de la colonia Roma (Tabasco 73), sin embargo, las autoridades de la UNAM consideraron que el edificio no era adecuado debido a la distribución de los espacios: "si bien en un principio funcionaba, cuando se pretendía hacer algo mucho más uniforme, no resultaba y obligaba a fragmentar una exposición en espacios que no eran los idóneos" dijo Graciela de la Torre, directora general de Artes Visuales de la UNAM. Por lo cual fue trasladado a Tonalá 51, en la misma colonia.
Es un edificio de cuatro pisos, de los cuales se utilizan como salas de exposición únicamente el primer y segundo piso, cuenta con cafetería y una librería especializada en arte contemporáneo

## Cierre
El 1 de julio del 2021, la Dirección General de Artes Visuales (DiGav) en conjunto de la Coordinación de Difusión Cultural y la Rectoría de la UNAM anunció el cierre del recinto cultural. El motivo principal del cierre es debido a la alta demanda cultural de la colonia Roma, la DiGav busca la descentralización de las actividades de los espacios culturales para promoción de espacios itinerantes.